# 地下城中的人
《地下城中的人》是雙見醉所創作的日本漫畫，2020年6月19日起連載於雙葉社旗下漫畫網站「Web Action」。
曾获2021年下一部人氣漫畫大賞网络漫画类别的提名。2024年与《失憶投捕》获得第二届樂天Kobo電子書“我最想看的作品”类别的大奖。
2024年7月至9月播放全12集電視動畫。

## 劇情簡介
為了追尋消失的父親，盜賊少女「克蕾伊」獨自一人探索地下城，就在她與怪物戰鬥時，地下城的牆壁竟然塌落，此時，從斷垣殘壁中出現了一名自称管理員的少女？這是由地下城工作者們交織出的地下迷宮城工作奇幻故事。

## 登場人物
- 以下聲優順序，如有两个则為電視動畫版／PV版，只有一个为電視動畫版。

克蕾伊／柯蕾（Clay／Kurei，聲：千本木彩花／內田愛美）
盜賊少女。在地下城探險同時也是為尋找三年前於地下城深處失蹤的父親。當來到第九層與牛頭怪戰鬥當中，意外得知蓓兒的住處。於第十層最深處要求與其過招後不敵，成為地下城內的職員。
蓓兒〔蓓依兒海菈·蘭古達斯〕／貝爾〔貝爾赫拉·蘭格達斯〕（Belle／Beru，聲：鈴代紗弓／花守由美里）
自稱是地下城管理員的少女。暱稱「蓓兒」。從建造地下城的前任那裡接手，直到克蕾伊來到之前都是她一個人管理。她是第十層的樓層守護者，實力深不可測。不善收拾房间，经常被柯蕾和藍葛多责备。
藍葛多／蘭賈德（Rangado，聲：楠見尚己）
在地下城內擔任低階工作的矮人族。負責管理寶箱道具和武器製作的匠師，同時也是石像怪們施工時的現場監督。
前任（The Old Master／Sendai，聲：飛田展男）
蓓依兒的前任地下城主。
廉西林治／雷西林吉（Renfringe／Renhirinji，聲：大塚芳忠）
安託姆魯格的盜賊公會首領。與溫和有禮的外表相反其實是一位老練的前暗殺者。
芙琳（Furin，聲：M·A·O）
安託姆魯格的盜賊公會首領助理。
芬（Fen，聲：加藤涉）
『冰狼之牙』的領袖，是一位劍士，帶領著夥伴們來到了安託姆魯格。
拉塔（Ratta，聲：榊原優希）
屬於『冰狼之牙』的盜賊。
布蘭斯（Brans／Buransu，聲：大塚明夫）
克蕾伊的父親（養父），同時身為過往教授克蕾伊戰鬥及盜賊技巧的師傅。三年前某日獨自進入地下城後再也沒回來。在地下城中的怪物給他的綽號是“風切”。

### 魔物
佩可莫（聲：小山剛志）
擔任地下九層看守的牛頭怪，與克蕾伊戰鬥時手上的斧頭曾不慎破壞靠近蓓兒臥房的牆壁。
西魯多姆路古、班德古、波多古（聲：中村光樹、山根雅史、中山祥德）
地下城魔物之一。在地下九層時以兩名戰士與一名精靈使的三人組隊模式行動，為三兄弟，別稱「高等哥布林」，有著必須制服異性才能繁殖的禮儀。另蓓兒提過哥布林的繁殖方法與植物相同，然後於淺層居住的個體（聲：三上大輝）跟三兄弟不同。
石頭怪
負責武器製作、搬運物資、整修牆壁等各種地下城雜務的魔像。藍葛多指出雖然每個個體和外表都相同，但他們有名字和鮮明的性格。
克萊易切（聲：島田敏）
擔任地下七層H區徘徊負責人的死靈，工作時會帶著兩三位骷髏士兵行動。與克蕾伊組隊戰鬥前曾希望能在更低樓層工作，在见识柯蕾的实力认为还是现在负责的楼层才符合他的能力。
雷爾蒙多（聲：稻田徹）
擔任地下十層看守的龍，在競技場與克蕾伊過招，並表示自己討厭疼痛。
木精靈派系（聲：山田美鈴）
地下九層的植物系魔物。能將被迷惑的生物給吸取能量，與朋友木人一起行動。
帕拉波法洛（聲：利根健太朗）
前來面試地下城職場的石雕怪，因為不會說人話只會發出鳴叫而需要翻譯。
風花（聲：花澤香菜）
外觀為巨大貓咪的魔物。前來面試的地下城魔物之一，因自身的重量而無法走路，但能運用鬼火來進行遠距離攻擊。
赫爾丹迪（聲：黑田崇矢）
為獲得魔法結晶而將原来去面試的馬克達特給殺害，達成侵略目的的黑色盔甲魔物。後來與克蕾伊戰鬥後不敵，尸体被改造成傀儡放在淺層區域活动。
水之精靈（聲：大原沙也加）
掌管地下城內所有水源的精靈，與藍葛多之間的關係不太好。
暗之精靈（聲：福山潤）
負責調整地下城內光線陰暗度的精靈。
光之精靈（聲：高尾奏音）
負責調整地下城內光線明亮度的精靈。
土之精靈（聲：玉井勇輝）
負責建設地下城內各樓層基礎結構的精靈，外表與魔像相似。
賓奇（聲：新井里美）
地下五層的貓咪魔物。據本人表示本名很長才簡稱為賓奇，個性極為聒噪。在柯蕾第一次与魔物见面说到柯蕾是“風切（布蘭斯）的女儿”。
地精（聲：櫻井敏治）
過去曾經負責地下城內農田照料的魔物。
特倫特（聲：岡田幸子）
過去曾經管理地下城內森林的樹木魔物。與第10集的樹木魔物個體不同，曾吸取進入該森林的魔物們的能量。
岩石龜（聲：小山茉美）
過去曾經管理地下城內礦山的烏龜外型魔物。由於有著強烈的自我步調，而使整體業務遲滯。

## 出版書籍
| 冊數 | 雙葉社         | 雙葉社                 | 青文出版社     | 青文出版社             |
| 冊數 | 發售日期       | ISBN                   | 發售日期       | ISBN                   |
| ---- | -------------- | ---------------------- | -------------- | ---------------------- |
| 1    | 2021年2月18日  | ISBN 978-4-575-85547-0 | 2023年4月20日  | ISBN 978-626-34-0320-8 |
| 2    | 2021年12月16日 | ISBN 978-4-575-85669-9 | 2024年1月15日  | ISBN 978-626-36-2334-7 |
| 3    | 2022年11月16日 | ISBN 978-4-575-85778-8 | 2024年9月2日   | ISBN 978-626-38-3345-6 |
| 4    | 2023年8月17日  | ISBN 978-4-575-85876-1 | 2024年12月18日 | ISBN 978-626-39-9934-3 |
| 5    | 2024年6月20日  | ISBN 978-4-575-85979-9 | 2025年6月25日  | ISBN 978-6-264-22736-0 |
| 6    | 2025年5月15日  | ISBN 978-4-575-86088-7 |                |                        |

## 電視動畫
2023年8月17日，宣佈改編為電視動畫。2024年3月1日，宣佈電視動畫於2024年7月播放。

### 主題曲
片頭曲
主唱：TrySail，作詞、作曲：德丸凌，編曲：最上清空、川島章裕
片尾曲
主唱：七音阿卡莉，作詞：Nayutan星人、七音阿卡莉，作曲：Nayutan星人、編曲：Hajime Taguchi

### 各話列表
| 話數 | 標題           | 劇本     | 分鏡              | 演出     | 作畫監督                                                                          | 總作畫監督                                                    | 首播日期      |
| ---- | -------------- | -------- | ----------------- | -------- | --------------------------------------------------------------------------------- | ------------------------------------------------------------- | ------------- |
| 1    |                | 竹內利光 | 山井紗也香        | 志村錠兒 | 大河忍、大野美葉、阿部祐里                                                        | 中山裕美、東海林康和                                          | 2024年 7月6日 |
| 2    |                | 竹內利光 | 高橋滋春          | 沼山茉由 | 齋花、高橋茉奈、秦相子 藤彩七、竹內寬、遠藤里蘭 江島、懸田扇子                    | 河野仁美、佐藤陵                                              | 7月13日       |
| 3    | 冰狼之牙       | 竹內利光 | 新田典生          | 新田典生 | 木下雪映、山縣亞紀、李普螺                                                        | 桑原麻衣、廣田茜 佐藤陵、河野仁美                             | 7月20日       |
| 4    |                | 竹內利光 | 森健              | 石井希美 | 土信田和幸、志村隆行                                                              | 東海林康和、大河忍                                            | 7月27日       |
| 5    |                | 赤星政尚 | 高橋滋春          | 沼山茉由 | 大野美葉、阿部祐里                                                                | 中山裕美                                                      | 8月10日       |
| 6    |                | 竹內利光 | 森健              | 居村雄馬 | 大暴龍、顧宏瑜、魏麗娟 高熠竹、阿菁、濱邊 Triple A、拾月動畫 圖靈動漫製作有限公司 | 中山裕美、東海林康和 大河忍、廣田茜 佐藤陵、桑原麻衣 河野仁美 | 8月17日       |
| 7    |                | 赤星政尚 | 新田典生          | 新田典生 | 木下雪映、山縣亞紀                                                                | 廣田茜、桑原麻衣                                              | 8月24日       |
| 8    |                | 竹內利光 | 福島宏之          | 石井希美 | 土信田和幸、李普螺、志村隆行                                                      | 東海林康和、大河忍                                            | 8月31日       |
| 9    | 國王與地下城主 | 赤星政尚 | 志村錠兒          | 志村錠兒 | 大野美葉、阿部祐里                                                                | 中山裕美、佐藤陵 河野仁美                                     | 9月7日        |
| 10   |                | 竹内利光 | 秋山朋子          | 沼山茉由 | 藤彩七、清水椋大、遠藤里蘭 矢田起也、齋花、紫灯珈 江島、李普螺                    | 廣田茜、桑原麻衣                                              | 9月14日       |
| 11   |                | 赤星政尚 | 新田典生          | 新田典生 | 山縣亞紀、土信田和幸、志村隆行                                                    | 東海林康和、大河忍                                            | 9月21日       |
| 12   |                | 竹內利光 | 新田典生 永島昭子 | 石井希美 | 大野美葉、木下雪映、阿部祐里                                                      | 中山裕美、東海林康和 大河忍、廣田茜 佐藤陵、桑原麻衣 河野仁美 | 9月28日       |

### BD
| 卷數 | 發行日期      | 收錄話數       | 規格編號 |
| ---- | ------------- | -------------- | -------- |
| 上   | 2024年10月2日 | 第1話 - 第6話  | HPXN-551 |
| 下   | 2024年11月8日 | 第7話 - 第12話 | HPXN-552 |

## 外部連結
- 漫畫連載網站 （页面存档备份，存于）（日語）
- 電視動畫官方網站（日語）
- 電視動畫的X（前Twitter）（日語）